# Чампи, Карло Адзельо
Карло Адзельо Чампи (итал. Carlo Azeglio Ciampi, МФА: ˈkarlo adˈdzeʎʎo ˈtʃampiо файле; 9 декабря 1920, Ливорно, Италия, — 16 сентября 2016, Рим) — итальянский государственный деятель, десятый президент Итальянской республики (1999—2006), председатель Совета Министров Италии (1993—1994).

## Биография

### Образование и Вторая мировая война
В 1941 году получил степень в области филологии Высшей нормальной школы в Пизе, продолжил получение образования в Пизанском университете с присуждением степени по юриспруденции.
Во время Второй мировой войны был мобилизован в звании лейтенанта и отправлен в Албанию. Когда в сентябре 1943 года было подписано Перемирие между Италией и Союзниками, он отказался присоединиться к Итальянской социальной республике и укрылся в Сканно, в Абруццо; 24 марта 1944 года вместе с группой из примерно шестидесяти человек направился в сторону территории, находившейся под контролем союзных войск. Участвовал в антифашистской либерально-социалистической Партии действия и таким образом присоединился к «Движению Сопротивления».

### Работа в Банке Италии
По окончании университета работал в Банке Италии. С 1960 года — в центральной администрации банка. В 1972 году стал его генеральным секретарем. В 1976—1978 годах занимал должность заместителя генерального директора. Впоследствии стал генеральным директором. 
8 октября 1979 года назначен президентом Банка Италии. Возглавил банк в период нестабильности, связанной с делом Микеле Синдоны, обвинений в адрес своего предшественника на посту главы Банка Италии Паоло Баффи и ареста заместителя директора банка.

### Государственные должности
В 1992—1993 годах в итальянской политике вследствие масштабных антикоррупционных расследований произошел серьезный кризис, который привел к потере консенсуса традиционными партиями, которые до того времени играли доминирующую роль в итальянской политике. Чтобы гарантировать стабильность стране и привести ее к следующим выборам, президент республики Оскар Луиджи Скальфаро поручил Чампи сформировать новое правительство. В апреле 1993 — мае 1994 года он занимал пост председателя Совета Министров Италии. На этом посту ему пришлось с целом рядом кризисных событий: серьезный экономический кризис, девальвацией и выходом из системы EMS итальянской лиры, военными столкновениями с участием итальянских военных Сомали и активизацией мафии, совершившей ряд террористических актов: включая убийство судьи Джованни Фальконе. В экономической сфере правительство ввело систему согласования, что способствовало восстановлению национальной экономики и заложило базу под так называемую политику доходов, которая позволяла снизить уровень инфляции и, косвенно, процентные ставки. Эта система соглашений между социальными партнёрами, принятая правительством, также использовалась в других случаях, например, в случае массовой забастовки водителей грузовиков в августе 1993 года. В этот же период началась приватизация государственной собственности в банковском и промышленном секторах, была проведена реформы почты и тарифной системы, в результате которых удалось добиться существенной экономии государственных расходов. Правительство гарантировало сохранение единой и универсальной системы здравоохранения, отказавшись от идей предшествующего кабинета относительно передачи части полномочий страховым фондам.
В июне 1994 года стал вице-президентом Банка международных расчётов. В апреле-мае 1994 года исполнял обязанности министра внутренних дел и министра туризма Италии. С мая 1996 года возглавлял министерство бюджета и экономического планирования в первом правительстве Проди, ведомство было преобразовано в министерство казначейства, бюджета и экономического планирования, в 1998—1999 годах оставался на той же должности в первом правительстве Д’Алемы. На этом посту он сумел добиться сокращения государственного долга Италии с учётом обязательств, наложенных Маастрихтским договором, что гарантировало доступ Италии к единой европейской валюте.
В мае 1999 года был избран президентом Италии, первого непарламентского правительства в истории Республики. На протяжении своего нахождения в должности имел высокий рейтинг доверия, который колебался в пределах от 70 до 80 %. Как президент страны открывал XX зимние Олимпийские игры в Турине.
В мае 2005 года Чампи был удостоен премии имени Карла Великого за вклад в европейскую интеграцию.
Перед выборами президента в 2006 году ряд политиков собирался выдвинуть Чампи, несмотря на его преклонный возраст, на второй срок, однако сам президент отклонил выдвижение.
С мая 2006 года являлся пожизненным сенатором Италии.
СМИ неоднократно публиковали материалы о якобы членстве политика в масонских организациях, в частности, в масонской ложе Гермеса в Ливорно. Однако эти предположения не нашли документальных подтверждений, а им самим и лидерами масонов Италии однозначно отвергались.
Опубликовал книги: «Итоговые размышления управляющего Банком Италии с 1979 по 1993 год», «Проблема безработицы: содействие европейской конкурентоспособности и метод управления на примере 1996 года».

## Награды и звания
Итальянские:
- Большой крест на цепи ордена «За заслуги перед Итальянской Республикой»
- Военный орден Италии
- Орден «За заслуги в труде»
- Великий офицер ордена Звезды итальянской солидарности
- Орден Витторио Венето

Иностранные:
- Цепь ордена Освободителя Сан-Мартина (Аргентина, 2001)
- Особая степень почётного знака «За заслуги перед Австрийской Республикой» (2002)
- Цепь ордена Южного Креста (Бразилия)
- Орден «Стара планина» с лентой (Болгария, 2005)
- Большой крест ордена Короля Томислава (Хорватия, 2001)
- Цепь ордена Креста земли Марии (Эстония, 2004)
- Большой крест ордена Белой розы Финляндии (1999)
- Большой крест ордена Почётного легиона (Франция, 1999)
- Большой крест особой степени ордена «За заслуги перед Федеративной Республикой Германия» (2002)
- Цепь ордена Хусейна ибн Али (Иордания, 2000)
- Большой крест ордена Спасителя (Греция, 2001)
- Большой крест с цепью ордена Трёх звёзд (Латвия, 2004)[3]
- Почётный Компаньон Почёта с орденской цепью ордена Заслуг (Мальта, 2004)
- Орден «На благо Республики» (Мальта, 2004)
- Большой крест ордена Святого Карла (Монако, 2005)
- Большой крест ордена Святого Олафа (Норвегия, 2001)
- орден Белого орла (Польша, 2000)
- Большой крест ордена Инфанта дона Энрике (Португалия, 2002)
- Большой крест ордена Бани (Великобритания, 2000)
- Большой крест ордена Звезды Румынии (2003)
- Орден Пия IX (Ватикан, 1999)
- Большой Крест Чести и Преданности Мальтийского ордена
- Орден Двойного белого креста 1 класса (Словакия, 2002)
- Большая цепь ордена Доброй Надежды (ЮАР, 2002)
- Большая лента ордена 7 ноября 1987 (Тунис, 2001)
- Большой крест со Святой Венгерской Короной ордена Заслуг (2002)